# Saint-Romain-sous-Gourdon
Saint-Romain-sous-Gourdon – miejscowość i gmina we Francji, w regionie Burgundia-Franche-Comté, w departamencie Saona i Loara.
Według danych na rok 1990 gminę zamieszkiwało 460 osób, a gęstość zaludnienia wynosiła 24 osoby/km² (wśród 2044 gmin Burgundii Saint-Romain-sous-Gourdon plasuje się na 488. miejscu pod względem liczby ludności, natomiast pod względem powierzchni na miejscu 477.).